# Öppen förvaltning
Öppen förvaltning är ett förhållningssätt som innebär att medborgarna har rätt till insyn och delaktighet i den offentliga sektorn. En förutsättning för öppen förvaltning är tillgång till öppna data. 